# Rudy Bourguignon
Rudy Bourguignon (Léhon, 16 juli 1979) is een Franse meerkamper. Hij werd meervoudig Frans indoorkampioen op de zevenkamp.
Zijn hoogst behaalde plaats op een internationaal toernooi is een zevende plaats bij de zevenkamp op het EK Indoor 2007 in Birmingham. In 1998 werd hij negende bij de tienkamp bij het WK junioren in Franse Annecy.
Bourguignon is de vriend van de Nederlandse meerkampster Laurien Hoos.

## Titels
- Frans kampioen zevenkamp (indoor) - 2006, 2007

## Persoonlijke records

### Outdoor
| Onderdeel            | Prestatie | Datum             | Plaats              |
| -------------------- | --------- | ----------------- | ------------------- |
| 100 m                | 11,03 s   | 14 juli 2005      | Angers              |
| 400 m                | 49,62 s   | 4 juni 2005       | Arles               |
| 1.500 m              | 4.28,71   | 11 mei 2008       | Desenzano del Garda |
| 110 m horden         | 15,03 s   | 18 september 2005 | Talence             |
| hoogspringen         | 1,93 m    | 1 juni 2002       | Arles               |
| polsstokhoogspringen | 5,35 m    | 15 juli 2005      | Angers              |
| verspringen          | 7,34 m    | 5 juni 2004       | Arles               |
| kogelstoten          | 15,29 m   | 29 juni 2005      | Almería             |
| discuswerpen         | 44,66 m   | 22 juni 2005      | Amiens              |
| speerwerpen          | 62,75 m   | 4 augustus 2007   | Niort               |
| tienkamp             | 8025 p    | 18 september 2005 | Talence             |

### Indoor
| Onderdeel            | Prestatie | Datum            | Plaats     |
| -------------------- | --------- | ---------------- | ---------- |
| 60 m                 | 7,09 s    | 3 maart 2007     | Birmingham |
| 1.000 m              | 2.48,37   | 4 maart 2007     | Birmingham |
| 60 m horden          | 8,45 s    | 25 februari 2006 | Aubière    |
| hoogspringen         | 1,91 m    | 24 februari 2006 | Aubière    |
| polsstokhoogspringen | 5,25 m    | 25 februari 2006 | Aubière    |
| verspringen          | 7,26 m    | 24 februari 2006 | Aubière    |
| kogelstoten          | 14,39 m   | 3 maart 2007     | Birmingham |
| zevenkamp            | 5801 p    | 25 februari 2006 | Aubière    |

## Palmares

### Zevenkamp
- 2007: 7e EK indoor - 5737 p

### Tienkamp
- 1998: 9e WK junioren - 6975 p
- 2005:  Middellandse Zeespelen - 7886 p
- 2006: 15e EK - 7617 p